# 大同鄉 (台灣)
大同鄉（泰雅語：Minnao、Mnibu），舊稱「眠腦」，後稱「濁水鄉」、「太平鄉」，位於臺灣宜蘭縣西南隅，為宜蘭縣的山地鄉之一。全境面積約657平方公里，人口約6千人，是宜蘭縣面積第二大、人口最少的行政區，也是臺灣面積第九大的鄉鎮市區。鄉內居民以臺灣原住民族泰雅族為主，地方通行語言為泰雅語。

## 歷史
日治時期為台北州羅東郡直轄的原住民蕃地。戰後初期，以源自該鄉之濁水溪（今稱為蘭陽溪）為名，新設濁水鄉，1947年以鄉內之太平山為名，改稱太平鄉。1958年因與臺中縣太平鄉（已改制為臺中市太平區）同名，經過抽籤，改為大同鄉。

## 地理
大同鄉村落依蘭陽溪沿岸，右岸有崙埤、松羅、英士，左岸有復興、太平、茂安、四季、南山，而寒溪村則不在蘭陽溪流域範圍中，共10個村6,098人。除了太平、復興（不含牛鬥巷）、松羅玉蘭巷由非原住民組成之外，其餘鄉民多屬泰雅族。

### 位置
大同鄉位於宜蘭縣西南部，東鄰員山鄉、三星鄉，西北接桃園市復興區、新竹縣尖石鄉，南與南澳鄉、臺中市和平區為界，北接新北市烏來區。該鄉同時與新北市、桃園市、臺中市相鄰，為全國唯一一個同時與三個直轄市相鄰的縣轄行政區。

### 人口
1940年代因太平山林場伐木鼎盛，大同鄉人口曾多達9,873人，然1977年左右伐木漸頹，員工與眷屬的離去，如今鄉內僅6,000人左右。昔日太平村伐木業最興盛，乃大同鄉面積最大的一村，而今卻是人口最少者，伐木結束村內人口幾乎是林務局所管轄之「太平山森林遊樂區」員工，人口只剩下不到百人。
根據宜蘭縣政府民政處及內政部戶政司統計，2024年底大同鄉戶數約2千戶，人口約6千人，人口密度每平方公里約9人，在全國所有鄉鎮市區中，人口密度排行倒數第六。寒溪村是鄉內人口最多的村，2024年底人口有1,160人；松羅村是鄉內人口密度最高的村，2024年底人口密度為每平方公里約47.28人；太平村則是鄉內人口最少、人口密度最低的村，2024年底人口有38人，人口密度每平方公里約0.26人。

## 政治

### 歷任首長
| 陳勝立 第1,2,3屆 | 張華勝 第4屆 | 蔣連發 第5屆 | 石樹木 第6,7屆 | 許阿生 第8,9屆 | 李文達 第10屆 | 陳政聰 第11,12屆 |
| ---------------- | ------------ | ------------ | -------------- | -------------- | ------------- | ---------------- |
| 李玉蕙 第13屆 | 陳傑麟 第14,15屆 | 陳成功 第16,17屆 | 何勝立 第18,19屆 |
| ------------- | ---------------- | ---------------- | ---------------- |

### 鄉政組織
大同鄉公所是大同鄉最高層級的地方行政機關，在中華民國政府架構中為鄉自治的行政機關，同時負責執行縣政府及中央機關委辦事項，大同鄉的自治監督機關為宜蘭縣政府。鄉長由全體鄉民直接選舉產生，任期為四年，可連選連任一次。大同鄉公所並置鄉政會議，為鄉政最高決策機構，在鄉長之下，設有5課2室等7個內部單位及3個附屬機關。
大同鄉民代表會是大同鄉的最高民意機關，代表大同鄉全體鄉民立法和監察鄉政。鄉民代表由公民直選選出，任期為四年，可連選連任。大同鄉民代表會共有7位鄉民代表，分別為第一選區1席鄉民代表、第二選區2席鄉民代表、第三選區1席鄉民代表、第四選區3席鄉民代表，主席、副主席由7位鄉民代表互選產生。

### 行政區
| 大同鄉行政區劃 |
|                |

大同鄉共轄10村，以太平山為界可分為前山地區與後山地區。
前山
- 崙埤村：崙埤仔（Habun-bazinuq）、九寮溪、長嶺路

又稱紅土部落，於蘭陽溪中游，約海拔120公尺左右，由長嶺、崙埤、九寮（林家）三個聚落所組成。 居民以泰雅族賽考力克亞族溪頭群之崙埤社為主，1918年(大正7年)，桃園廳下Gaogan塔卡桑社及另外兩社遷入， 至今約90多年，乃大同鄉內最為年輕的部落。
- 英士村：英士（芃芃 Bonbon）、明池（池端）、林森（排骨溪 Bakon）
- 太平村：棲蘭（馬告 Makau）、土場（塔波社、多望 Tabo）、獨立山（烏帽子 Eboshi）、鳩之澤（仁澤溫泉 Hatonozawa）、太平山（眠腦 Minnao）
- 樂水村：碼崙（Kbanun）、智腦（Chinau）、東壘（Tolui）
- 復興村：大溪（清水）、燒水（清水地熱）、牛鬥橋（牛衝鬥 Giyuto）、東巷
- 寒溪村：寒溪（寒死人溪 Mastasis/Kankey）、古魯（華興 Kolo）、四方林（Qasa-butai/Siholin）、大元社（Regeax/Laigan）、小南社（Siyounan）；需由冬山鄉大進村方面進入本村。

後山
- 茂安村：留茂安（Lumoan）、加蘭灣 （Kinuran）
- 四季村：四季（Sikikun）、馬諾源（四季平台 Mnawyan） 、保養（Kahoyan）
- 南山村：南山（比雅楠 Pyanan）、米羅（Mela）、米摩登（Memotan）、馬當、突稜、思源埡口（埤亞南鞍部）

## 文化

### GAGA觀念與Utux信仰
泰雅族人以GAGA作為精神信仰之核心，乃祖先遺訓、風俗習慣、禁忌規範之統稱，亦為與自然相處之宇宙價值哲學。泰雅族社會組織，是由泛血親組成的祭祀、共獵、共勞、共負罪及共食團體。頭目非世襲，多因個人才能被族人推舉而產生，當遇重大事件，由長老會議召集討論，頭目無獨裁的決定權。 Utux則是超自然神靈信仰，族人觸犯GAGA， 可能會受Utux的懲罰。 

### 泰雅族起源傳說

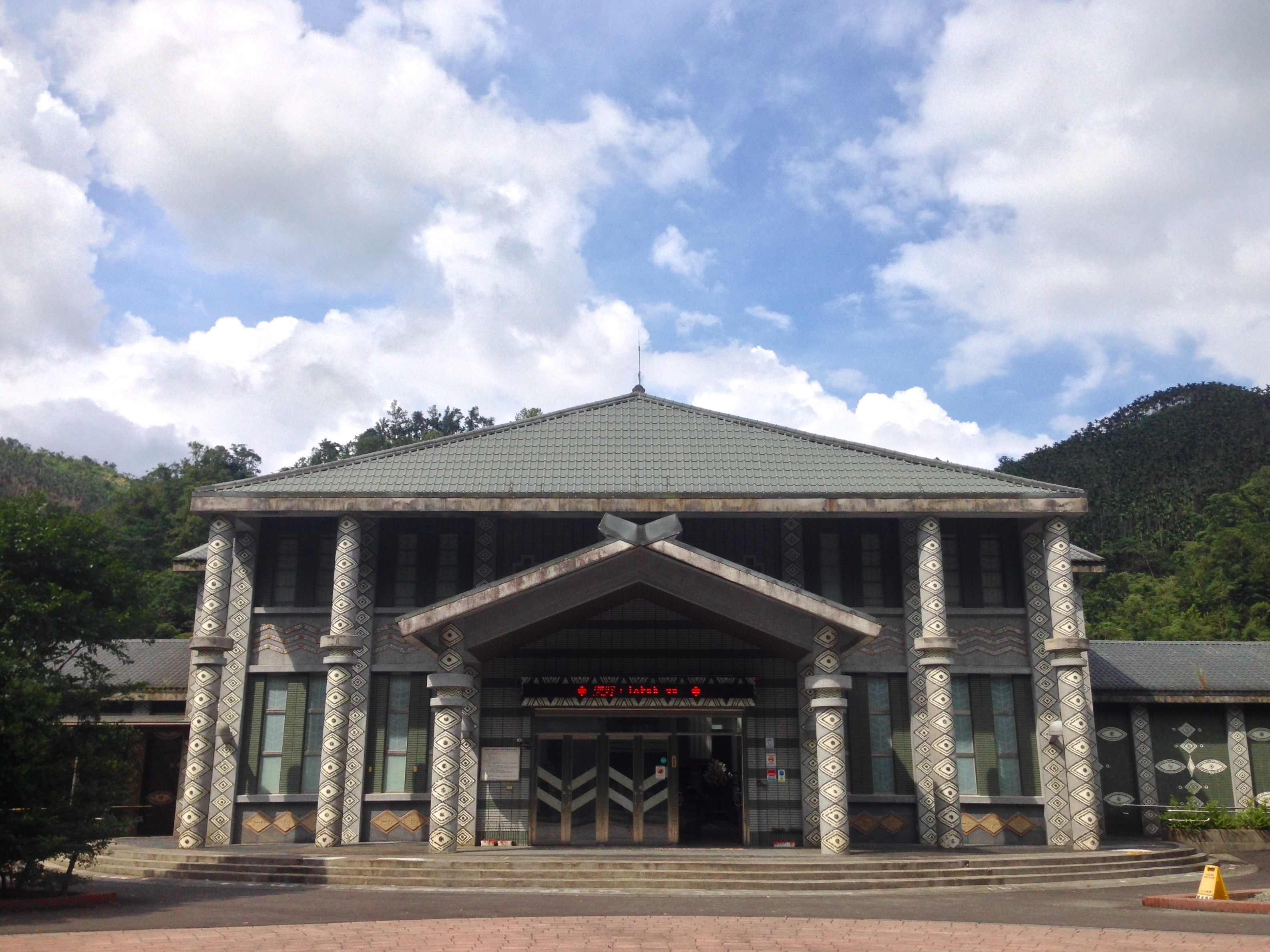
泰雅生活館

巨石裂岩所生
大霸尖山之巨石所生
萬大北溪上游之白石山上的老樹根所生

### 文化資產
- 寒溪神社遺跡

寒溪神社遺跡位於宜蘭縣大同鄉寒溪巷， 留存的兩座昭和八年十一月所立之石碑，「銃獵の廢及カンケー方面五社」，另一座則刻有「五社誓詞碑」， 見證日本政府統治原住民部落的歷史，2013年7月31日公告為宜蘭縣定古蹟。
- 羅東林鐵八號隧道[12]

- 羅東林鐵土場至天送埤段乃由台灣電氣興業株式會社所興建，始於1918年（大正7年），1921年（大正10年）年完工。羅東林鐵八號隧道位於大同鄉樂水村智腦部落西南方約350公尺處之蘭陽溪堤防旁，  為連接太平山林場平地線鐵道工程之一， 羅東森林鐵路十一座隧道中保存較為完好者，見證太平山林業之興頹，具歷史、產業文化與技術等價值。濱蘭陽溪畔， 隧道內部有臺灣葉鼻蝠（台灣最大型食蟲蝙蝠）棲息，鄰近具豐富樹種與蝴蝶，生態豐富。2012年7月23日， 登錄羅東林鐵八號隧道為歷史建築。

## 教育

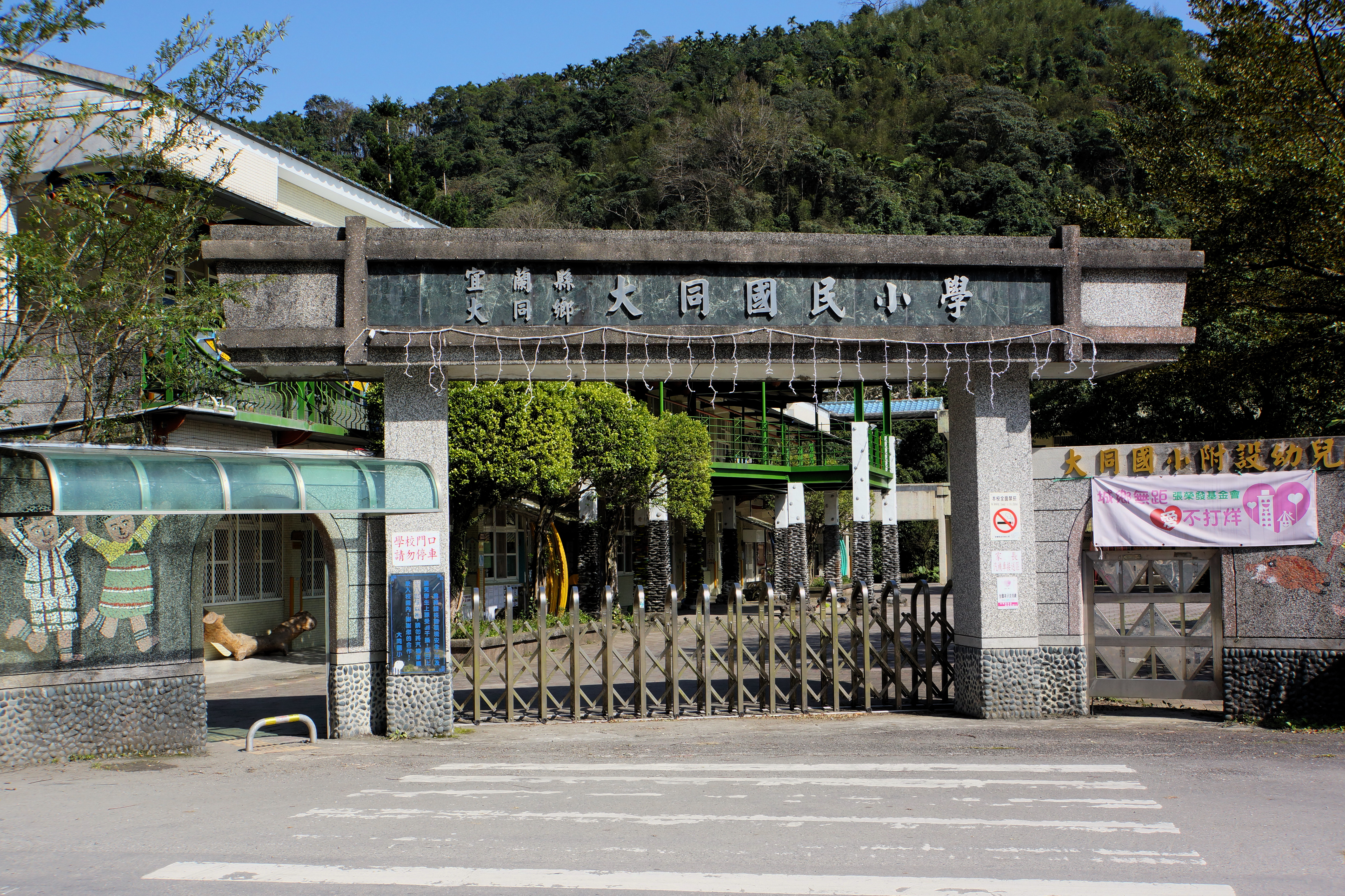
大同國小

### 國民中學
- 宜蘭縣立大同國民中學

### 國民小學
- 宜蘭縣大同鄉大同國民小學
  - 松羅分校
  - 樂水分校
- 宜蘭縣大同鄉寒溪國民小學
- 宜蘭縣大同鄉四季國民小學
  - 英士分校
  - 茂安分校
- 宜蘭縣大同鄉南山國民小學
- 宜蘭縣大同鄉大元國民小學(1952-1973)：宜蘭縣大同鄉寒溪村大元山
- 宜蘭縣大同鄉太平國民小學(1925-1973)：宜蘭縣大同鄉太平村太平巷
- 宜蘭縣大同鄉土場國民小學(1950-1978)：宜蘭縣大同鄉太平村土場巷

## 交通

### 省道
- 台7線（北部橫貫公路）
  - 台7甲線
  - 台7丙線

### 公車資訊

#### 公路客運
- 國光客運：
  - 1751 宜蘭－梨山
  - 1764 羅東－梨山

#### 宜蘭縣市區公車
- 國光客運：
  - 綠12 宜蘭轉運站－松羅
  - 1743 宜蘭轉運站－松羅
  - 1744 宜蘭轉運站－南山村
  - 1745 宜蘭轉運站－羅東轉運站－南山村
  - 1750 宜蘭轉運站－太平山
  - 1793 羅東轉運站－天送埤－牛鬥
  - 1795 羅東轉運站－廣興－寒溪
  - 1795A 羅東轉運站－國華國中－寒溪
  - 1796 羅東轉運站－天送埤－松羅
  - 1798 羅東轉運站－智腦

## 旅遊
- 太平山
- 鳩之澤溫泉
- 排骨溪溫泉
- 清水地熱
- 明池
- 思源埡口
- 英仕山莊
- 棲蘭
- 翠峰湖
- 松蘿湖
- 南湖北山

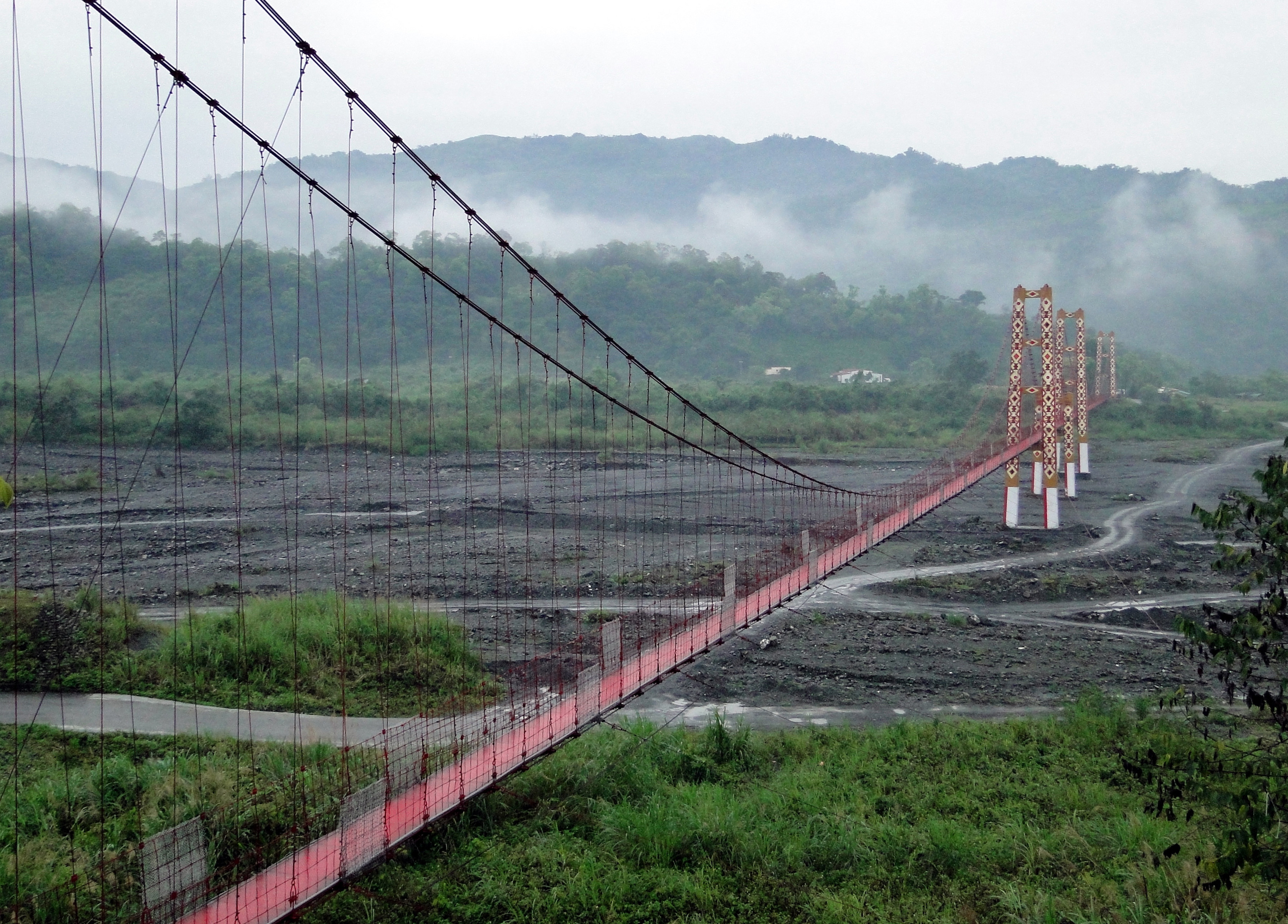
寒溪吊橋
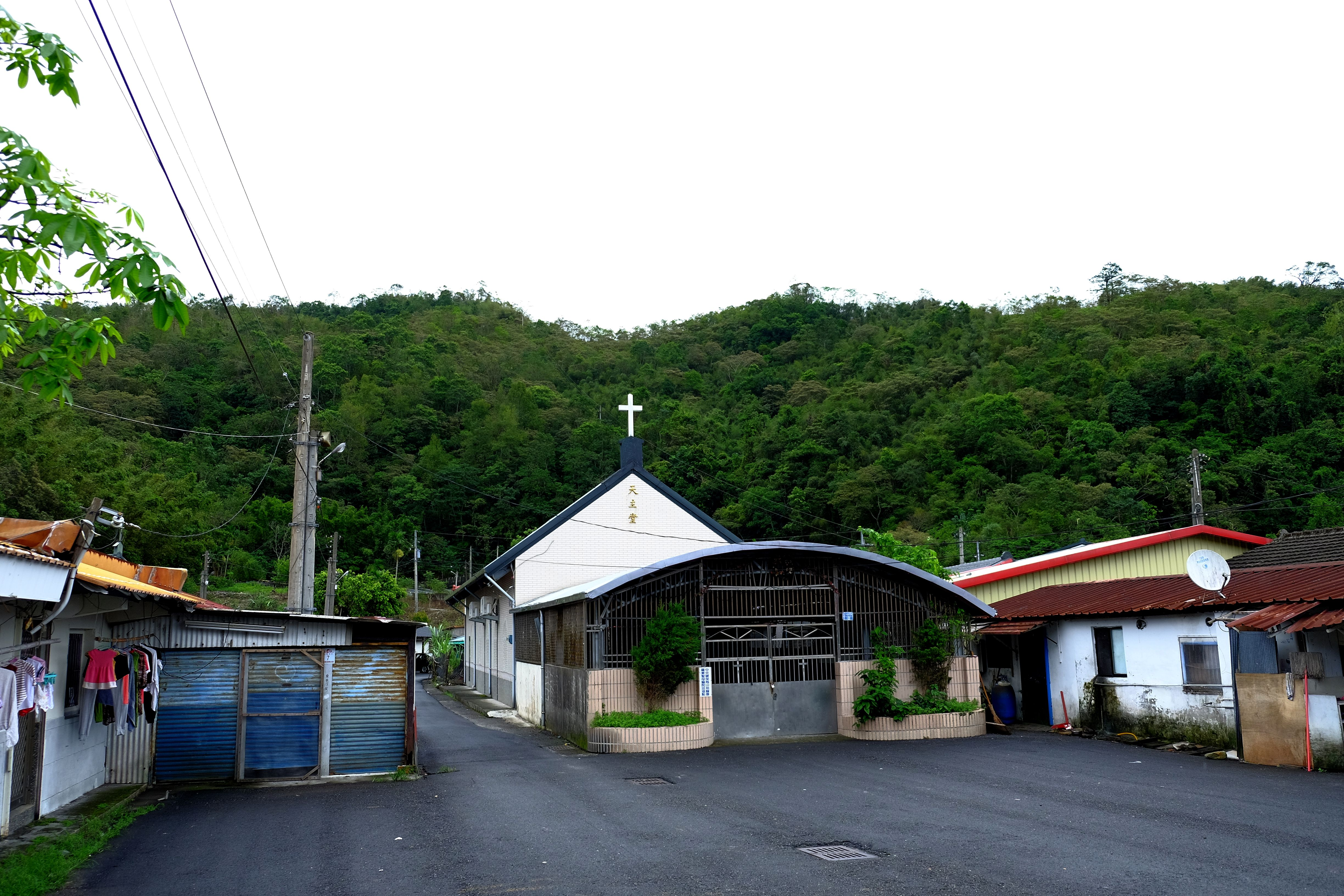
大同鄉松羅天主堂
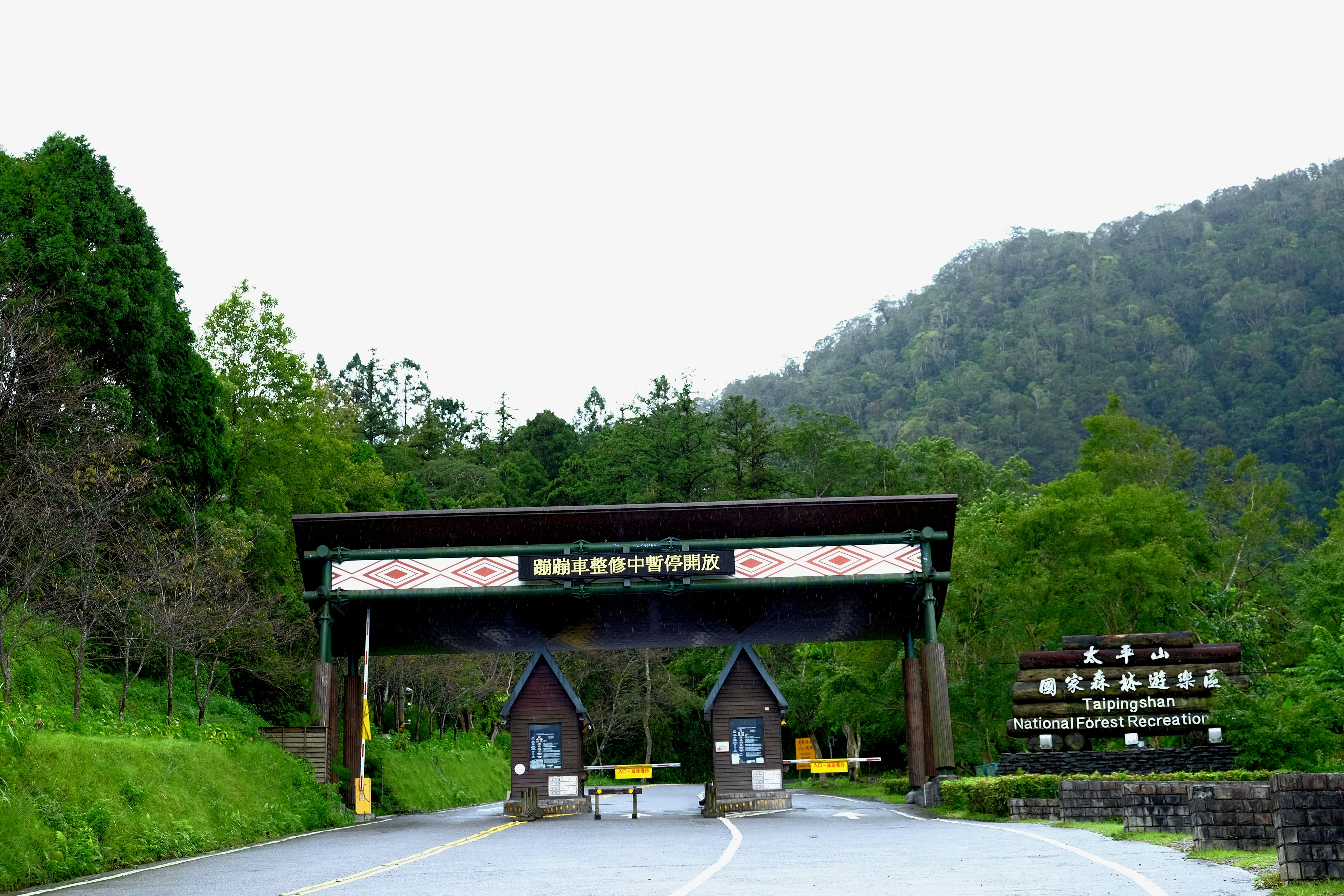
太平山森林遊樂區
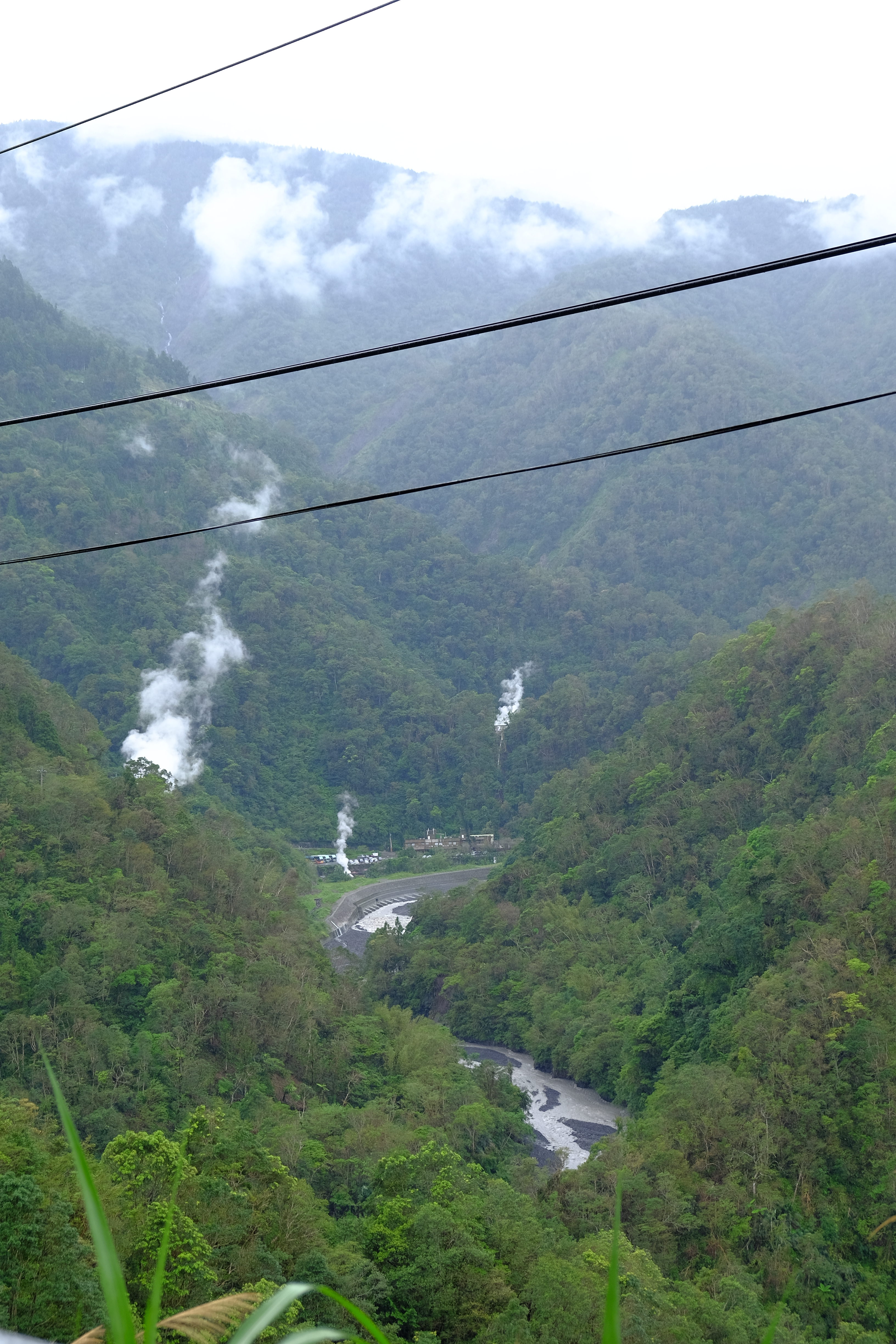
鳩之澤溫泉
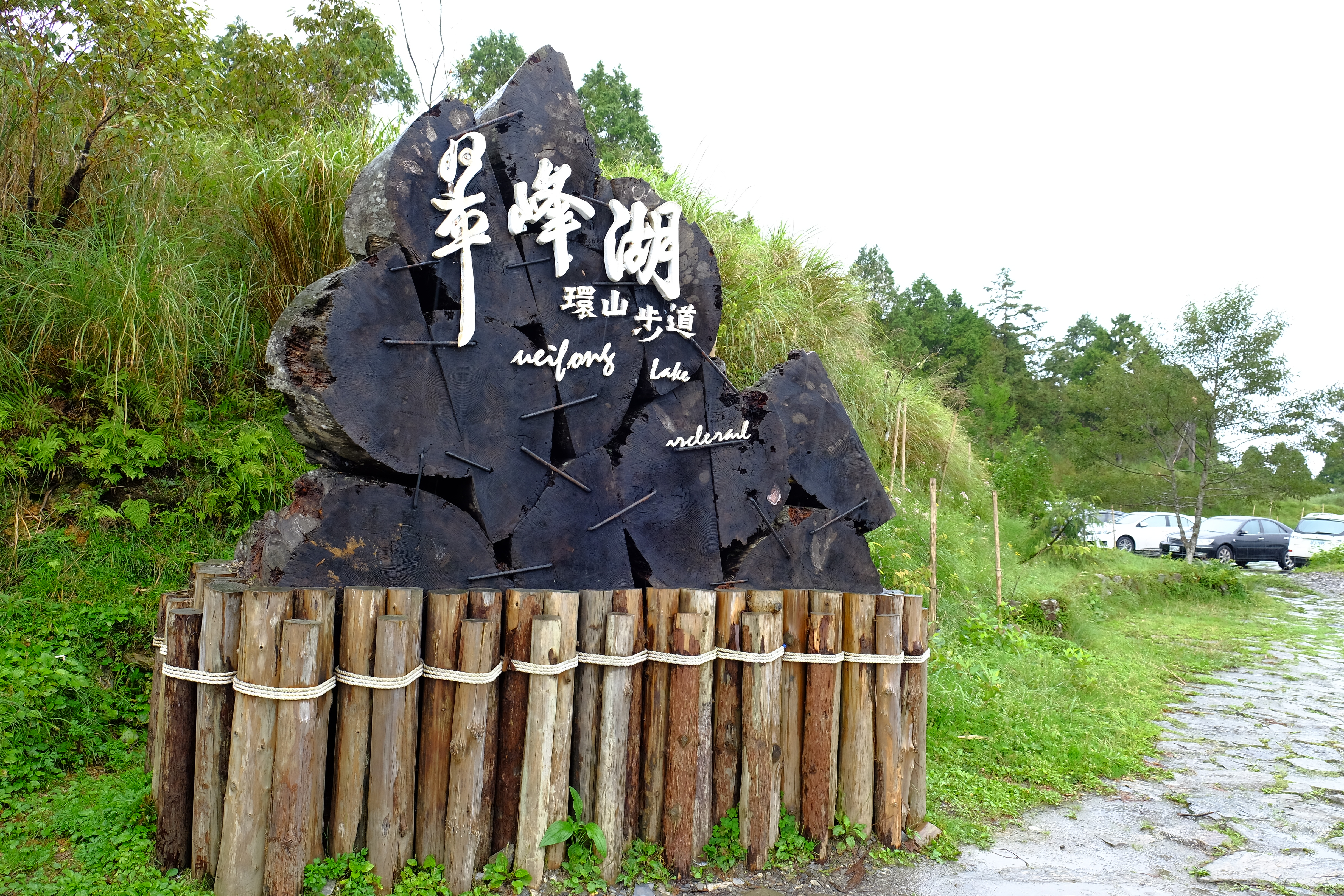
翠峰湖環山步道
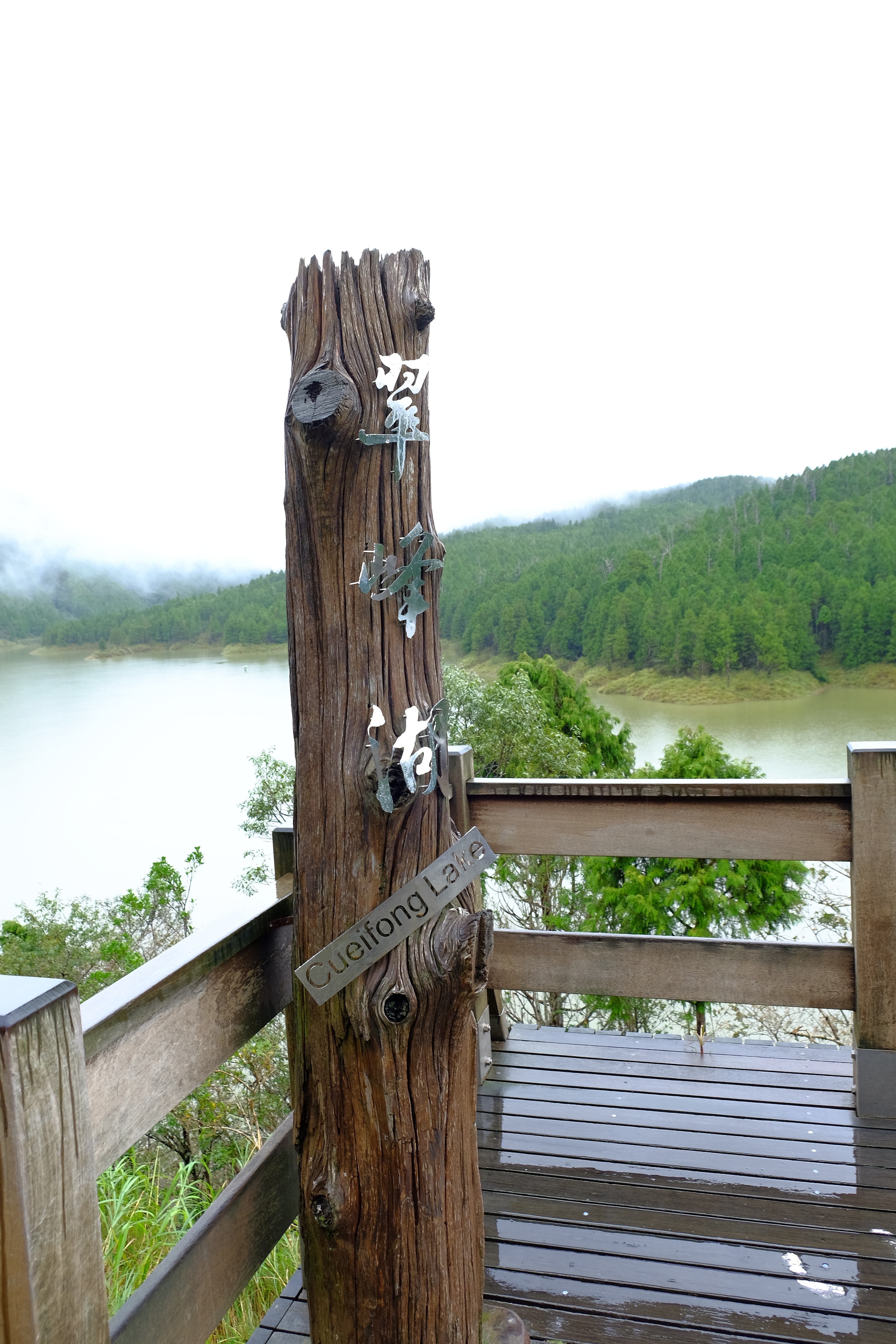
翠峰湖湖畔標示
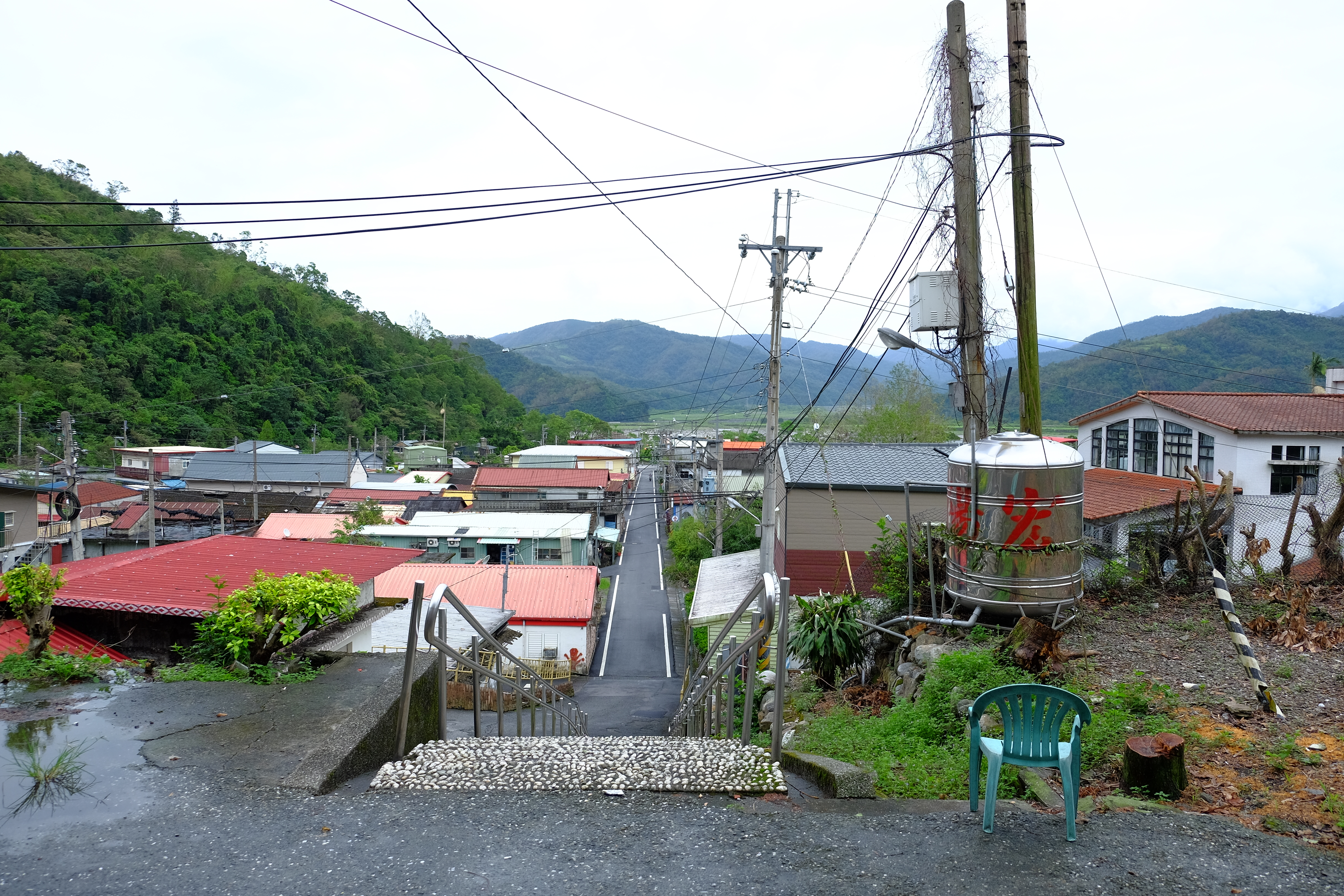
大同鄉松羅村
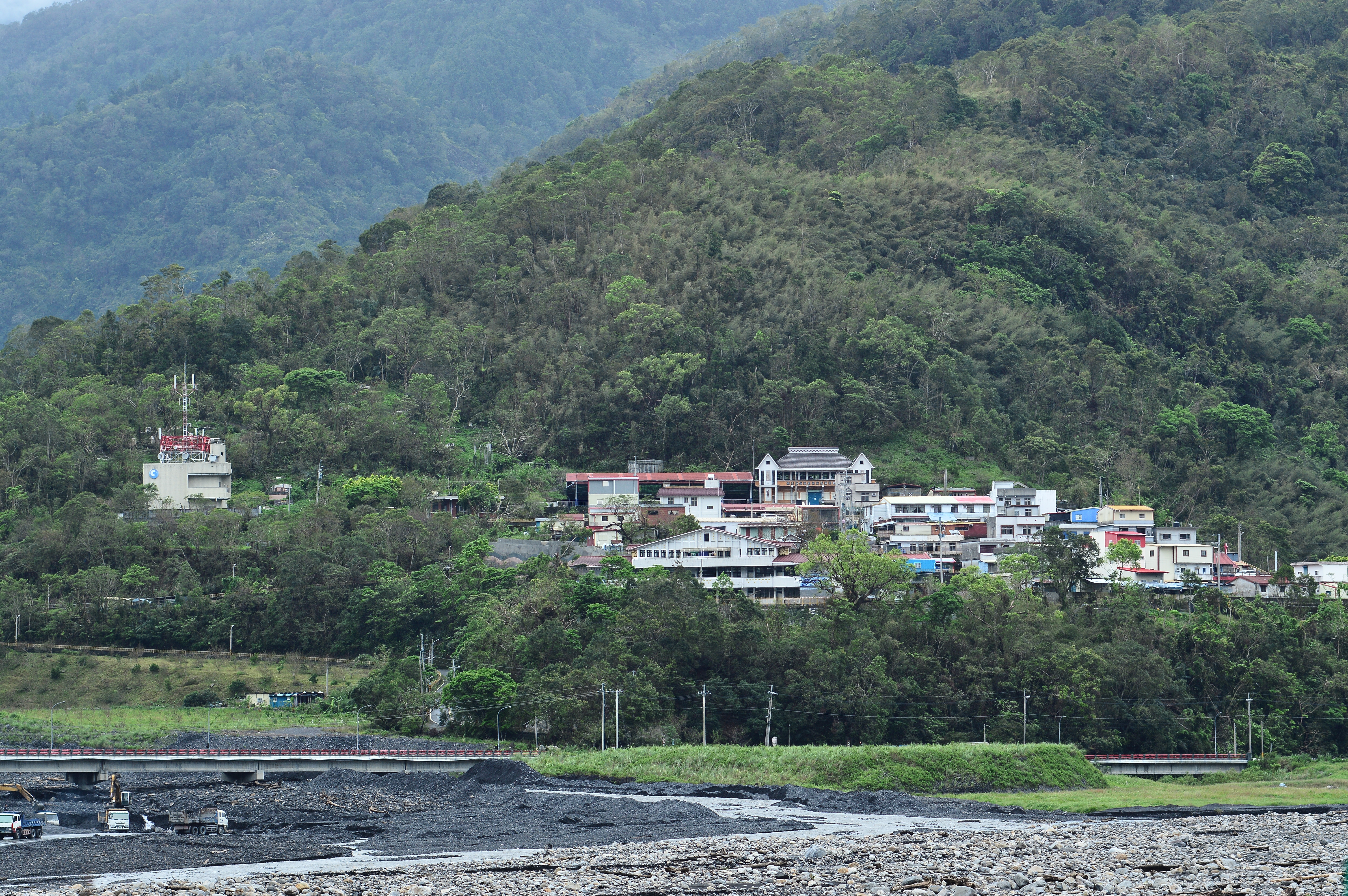
大同鄉樂水村
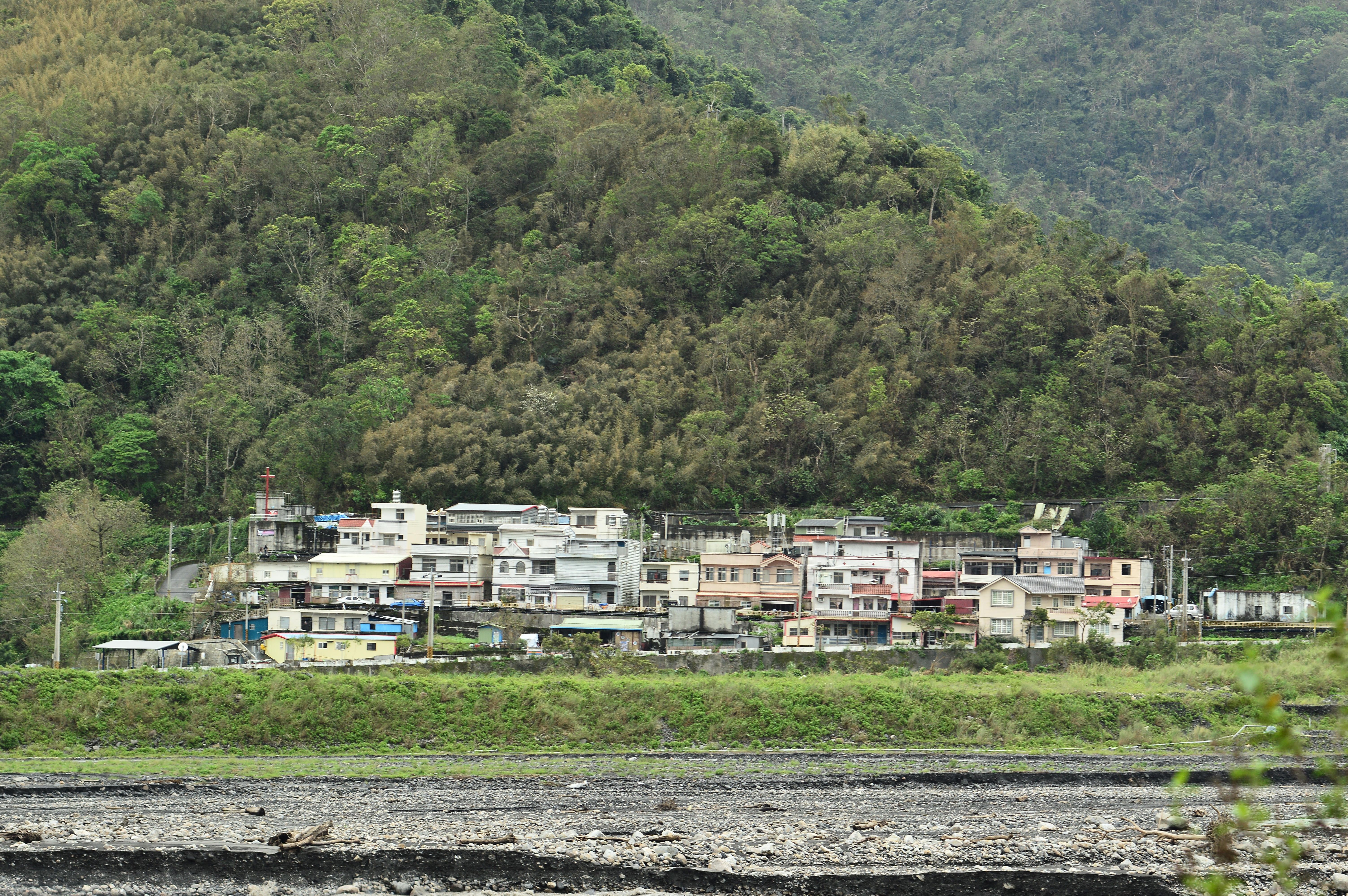
樂水村東壘（Tolui）

- 寒溪吊橋
- 大同鄉松羅天主堂
- 太平山森林遊樂區
- 鳩之澤溫泉
- 翠峰湖環山步道
- 翠峰湖湖畔標示
- 大同鄉松羅村
- 大同鄉樂水村
- 樂水村東壘（Tolui）

## 外部連結
- 大同鄉公所 （页面存档备份，存于）
- 大同鄉公所清潔隊的Facebook專頁
- 宜蘭縣大同鄉旅遊服務中心的Facebook專頁
- YouTube上的大同鄉旅遊服務中心頻道